# 中国科学院固体物理研究所
中国科学院固体物理研究所，是中国科学院下属研究机构，成立于1982年3月，由著名物理学家葛庭燧院士创建，位于安徽省合肥市。

## 研究机构
- 中科院材料物理重点实验室
- 安徽省纳米材料与技术重点实验室
- 安徽省特种金属材料工程实验室
- 安徽省纳米材料工程技术中心
- 中科院合肥物质科学研究院物质科学计算中心

## 历任所长
- 葛庭燧 （1982年3月－1986年10月）
- 吴希俊 （1986年10月－1990年12月）（副所长，主持工作）
- 戚震中 （1990年12月－1995年3月）（副所长，主持工作）
- 张立德 （1995年3月－2000年1月）
- 崔平 （2000年1月－2002年）（常务副所长）
- 崔平 （2002年－2004年9月）
- 蔡伟平 （2004年9月－2007年12月）（常务副所长）
- 蔡伟平 （2007年1月－2014年9月）[2]
- 孟国文（2014年9月－今)